# Gorilla City
Gorilla City è una città immaginaria dell'Universo DC. La città, nascosta nella giungla africana, è la casa di una razza di gorilla super intelligenti. Gorilla Grodd, per esempio, è nativo di questa città. Gorilla City comparve per la prima volta in The Flash vol. 1 n. 106 (aprile 1959) e fu creata da John Broome e Carmine Infantino.

## Storia
Dopo che una navicella aliena si schiantò nella giungla africana, i gorilla locali divennero iper-intelligenti e acquisirono abilità telepatiche. Questi gorilla formarono Gorilla City. La città, guidata da Solovar, creò velocemente una tecnologia lungamente superante quella umana e la utilizzò per nascondersi dalla società degli esseri umani. Gorilla Grodd, invece, prese il controllo della città con l'ausilio di una radiazione neo-magnetica. La radiazione fece sì che tutti i gorilla adorassero Grodd, e che lo eleggessero loro re.
Durante JLA Annual n. 3 (la storia JLApes), Gorilla City si rivelò al mondo e si unì alle Nazioni Unite.

## Residenti noti
- Re Nnamdi - figlio di Solovar e re corrente di Gorilla City, è un telepate come suo padre, ed un isolazionista.
- Re Solovar - re deceduto di Gorilla City, fu un potente telepate come Grodd.
- Re Ulgo - nipote di Solovar e suo assassino, e successore intermediario al trono prima di Nnamdi, non un telepate.
- Dottor Zaius - consulente scientifico e biologo primario per la Human Defense Corps.
- Gorilla Grodd - un reietto di Gorilla City ed un potente telepate.
- Kamau - gorilla amico di Nnamdi.
- Nzame - giovane scimmia bianca telepate con poteri rigeneranti.
- Primat - una gorilla femmina, ed un membro del Dreambound dalla maxi-serie Trinity.
- Sam Simeon - nipote di Gorilla Grodd, utilizza i suoi poteri telepatici per dirigere un'agenzia investigativa in Angel and the Ape.
- Tolifhar - leader di un gruppo di gorilla dal pelo bianco di nome Gorilla Knights alleati di Wonder Woman.

## In altri media

### Televisione
- Gorilla City comparve nell'episodio "Revenge of Gorilla City" della serie animata Challenge of the Super Friends.
- Gorilla City comparve nell'episodio "The Brave and The Bold" della serie animata Justice League. La si vide ancora nella puntata "Il richiamo dell'Aldilà" della serie animata Justice League Unlimited.
- La città appare, senza, però, essere nominata, nel settimo episodio della seconda serie di "The Flash (serie televisiva)", come luogo su Terra-2 corrispondente a uno dei varchi presenti nella Central City di Terra-1. Qui viene mandato, sotto consiglio del dottor Wells di Terra-2, Gorilla Grood, per far sì che esso abbia una famiglia composta da suoi simili

### Video giochi
- Gorilla City comparve nel videogioco Justice League Heroes.